# Oligomyrmex urichi
Oligomyrmex urichi är en myrart som först beskrevs av Wheeler 1922.  Oligomyrmex urichi ingår i släktet Oligomyrmex och familjen myror. Inga underarter finns listade i Catalogue of Life.